# مبارك عنبر
مبارك عنبر أمان العلي هو لاعب كرة قدم قطري سابق لعب لقطر في كأس آسيا 1984.
لعب لأول مرة مع العروبة الذي يعرف حاليا باسم قطر في أول ظهور له لأول مرة في عام 1971. غادر عام 1975 بعد أن انتقل مدرب فريق العروبة حسن عثمان إلى السد وطلب تحديدا التعاقد مع عنبر لاعتقاده بأنه يملك إمكانات عالية. لعب لأول مرة مع منتخب قطر في كأس الخليج العربي 2 في عام 1972. شغل منصب قائد فريق السد من عام 1977 حتى عام 1988 حيث قادهم إلى ما مجموعه ستة بطولات كأس أمير قطر وهو رقم قياسي.
تقاعد من كرة القدم الدولية في عام 1984 بعد دورة الألعاب الأولمبية الصيفية 1984 ومن كرة القدم في النادي في عام 1988.

## الإنجازات
- العروبة
  - دوري نجوم قطر (1): 1973
  - كأس أمير قطر (1): 1974
- السد
  - دوري نجوم قطر (5): 1978-79، 1979-80، 1980-81، 1986-87، 1987-88
  - كأس أمير قطر (5): 1977 - 1982 - 1985 - 1986 - 1988
  - كأس السوبر القطري (6): 1978 - 1979 - 1980 - 1982 - 1986 - 1987